# Les Valls d'Aguilar
Les Valls d'Aguilar è un comune spagnolo di 325 abitanti situato nella comunità autonoma della Catalogna.

## Geografia fisica
Il paese è situato nei pressi dei Pirenei, vicino al confine con la Francia.